# Christopher Del Bosco
Christopher Del Bosco (conocido como Chris Del Bosco; Colorado Springs, 30 de marzo de 1982) es un deportista canadiense que compitió en esquí acrobático, especialista en la prueba de campo a través.
Ganó una medalla de oro en el Campeonato Mundial de Esquí Acrobático de 2011. Adicionalmente, consiguió cinco medallas en los X Games de Invierno.
Participó en tres Juegos Olímpicos de Invierno, entre los años 2010 y 2018, ocupando el cuarto lugar en Vancouver 2010, en su especialidad.

## Medallero internacional
| Campeonato Mundial | Campeonato Mundial           | Campeonato Mundial | Campeonato Mundial |
| Año                | Lugar                        | Medalla            | Prueba             |
| ------------------ | ---------------------------- | ------------------ | ------------------ |
| 2011               | Deer Valley (Estados Unidos) | Medalla de oro     | Campo a través     |

| X Games de Invierno | X Games de Invierno    | X Games de Invierno | X Games de Invierno |
| Año                 | Lugar                  | Medalla             | Prueba              |
| ------------------- | ---------------------- | ------------------- | ------------------- |
| 2006                | Aspen (Estados Unidos) | Medalla de bronce   | Campo a través      |
| 2010                | Aspen (Estados Unidos) | Medalla de oro      | Campo a través      |
| 2011                | Aspen (Estados Unidos) | Medalla de plata    | Campo a través      |
| 2012                | Aspen (Estados Unidos) | Medalla de oro      | Campo a través      |
| 2016                | Aspen (Estados Unidos) | Medalla de bronce   | Campo a través      |